# George W. Cannon
George W. Cannon (? – 1897) là nhà phát minh người Mỹ quê ở New York nổi tiếng nhờ phát minh ra thang máy cơ học tải thực phẩm.
Lần đầu tiên ông nộp đơn xin cấp bằng sáng chế về hệ thống phanh (Bằng sáng chế Hoa Kỳ số 260776) có thể được dùng cho loại thang máy tải thực phẩm vào ngày 6 tháng 1 năm 1883. Về sau, ông còn nộp đơn xin cấp bằng sáng chế về thang máy cơ học tải thực phẩm (Bằng sáng chế Hoa Kỳ số 361268) vào ngày 17 tháng 2 năm 1887.
Cannon từng bị nghi là đã kiếm được một số tiền lớn từ tiền bản quyền các bằng sáng chế dành cho thang máy tải thực phẩm của mình cho đến khi ông qua đời vào năm 1897.